# خراشسوویتسه
خراشسوویتسه (به چکی: Chrášťovice) یک منطقهٔ مسکونی در جمهوری چک است که در ناحیه ستراکونیتسه واقع شده‌است. خراشسوویتسه ۱۰٫۷۱ کیلومتر مربع مساحت و ۲۴۵ نفر جمعیت دارد و ۵۲۵ متر بالاتر از سطح دریا واقع شده‌است.